# Bygningsinspektør
Bygningsinspektør kaldtes i tidligere tider den embedsmand, hvis hverv det var i en vis by eller et vist by- eller landdistrikt at føre tilsyn med alle byggeforetagender. Til ham anmeldtes ethvert påtænkt byggeforetagende i form af en ansøgning med vedlagte tegninger, og intet arbejde måtte påbegyndes uden hans approbation (tilsagn), og intet hus måtte tages i brug uden hans byggeattest.
I Danmark fandtes omkring 1. verdenskrig fem kongelige bygningsinspektører for alle offentlige bygninger, slotte, kirker og så videre, tre for Sjælland og øerne, en for Nørrejylland og en for Fyn og det sydlige Jylland. I København fandtes ni bygningsinspektører med hver sit distrikt. Også i de større købstæder fandtes kommunale bygningsinspektører.
I Norge fandtes foruden de kommunale bygningsinspektør (stadskonduktør) en inspektør for statens bygninger. Ingen af disse var embedsmænd i snævrere forstand.